# Dirección de Urbanismo de Managua
La Dirección de Urbanismo de Managua es una dependencia de la Alcaldía de Managua encargada de la planificación, regulación y gestión del crecimiento urbano del municipio de Managua, Nicaragua. Su labor está orientada a garantizar un desarrollo territorial ordenado, sostenible y coherente con el plan regulador y el plan maestro de desarrollo urbano de la ciudad.

## Funciones
Entre sus principales funciones se encuentran:
- Elaborar y actualizar los planes reguladores y zonificaciones del municipio.
- Autorizar y supervisar permisos de construcción, remodelación y parcelaciones urbanas.
- Coordinar con otras direcciones municipales proyectos de desarrollo urbano, vialidad, y servicios públicos.
- Velar por la conservación de espacios públicos, áreas verdes urbanas y el patrimonio arquitectónico de la ciudad.
- Garantizar el cumplimiento de las normas urbanísticas vigentes.

## Proyectos relevantes
La Dirección ha participado en diversos proyectos de impacto urbano como:
- Actualización del Plan Maestro Urbano de Managua.[1]
- Regulación del crecimiento habitacional en la zona suroriental de la ciudad.[2]
- Ordenamiento de nuevas urbanizaciones y condominios en la Carretera a Masaya.[3]